# Poiana (Galați)
Poiana è un comune della Romania di 1 887 abitanti, ubicato nel distretto di Galați, nella regione storica della Moldavia.
Il comune è formato dall'unione di 2 villaggi: Poiana e Vișina.

## Storia
Fu probabilmente forte di truppe ausiliarie romane subito dopo la conquista della Dacia sotto l'imperatore Traiano. Fu abbandonato dal suo successore nel 117-118 in seguito alle continue scorrerie dei vicini Sarmati Roxolani.